# Stokłosa gałęzista
Stokłosa gałęzista (Bromus ramosus Huds.) – gatunek rośliny z rodziny wiechlinowatych. Występuje naturalnie w Europie, wschodniej Syberii, Azji Środkowej, na Bliskim Wschodzie oraz w Afryce Północnej. W Polsce rośnie w rozproszeniu w zachodniej części kraju.

## Rozmieszczenie geograficzne
Rośnie naturalnie w Irlandii, Wielkiej Brytanii, Norwegii, Szwecji, Danii, Francji, Hiszpanii, Belgii, Holandii, Niemczech, Polsce, Czechach, na Słowacji, w Austrii, Szwajcarii, na Węgrzech, zachodniej Ukrainie, Białorusi, Litwie, Łotwie, w europejskiej części Rosji, we Włoszech (wliczając także Sycylię), w Słowenii, Chorwacji, Serbii, Albanii, Rumunii, Bułgarii, Grecji, Turcji, Gruzji, Armenii, Azerbejdżanie, Iranie, na rosyjskim Kaukazie Północnym i w zachodniej Syberii, w Kirgistanie, Maroku oraz Algierii. Gatunek ten został także zawleczony do Stanów Zjednoczonych.

## Morfologia

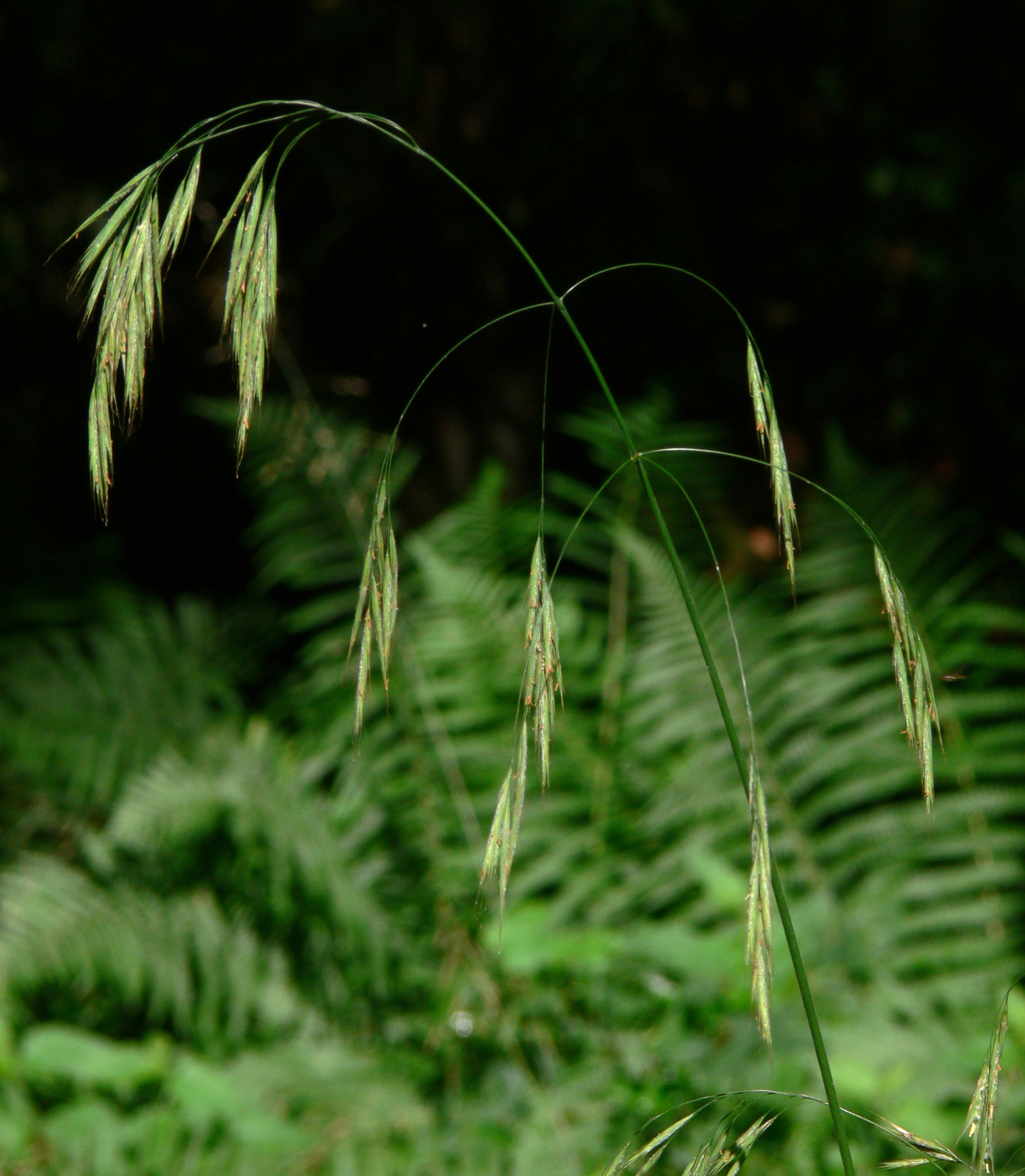
Kwiatostan

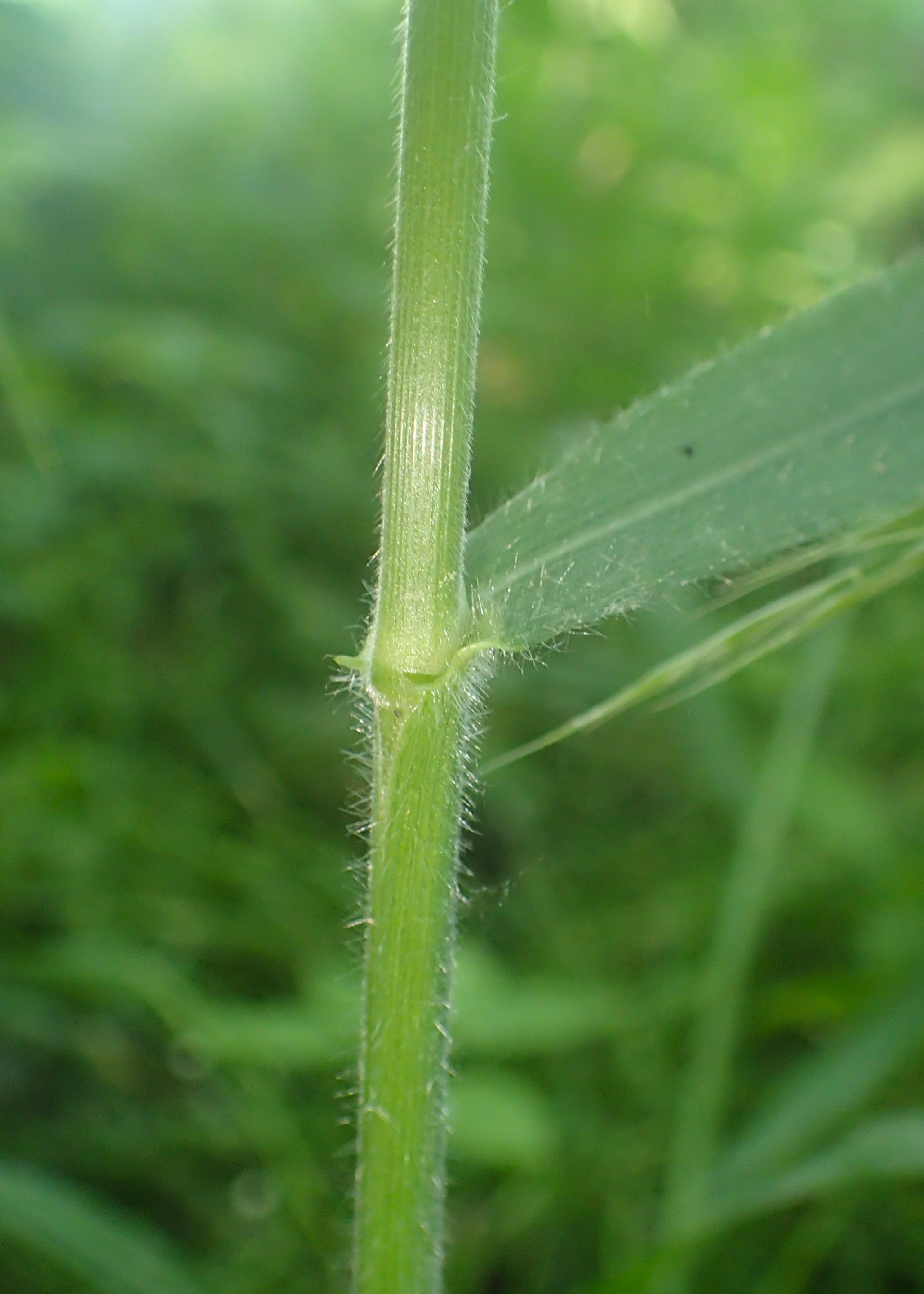
Owłosiona pochwa liściowa

PokrójTrawa rosnąca w małych kępkach.
ŁodygaŹdźbło o wysokości 150 cm.
LiściePochwy liściowe gęsto pokryte długimi włoskami.
KwiatyKwitnie od czerwca do sierpnia. Kwiaty są obupłciowe i są zapylane przez wiatr. Zebrane są w lancetowate, 7–9-kwiatowe kłoski do 3 cm długości, te z kolei zebrane są w zwieszoną w dół wiechę długości 15–20 cm, po dojrzeniu wszechstronnie rozpierzchłą. Plewa dolna jednonerwowa, górna – trójnerwowa. Plewka dolna dwuzębna, do 16 mm długości, z ością między zębami o długości około 10 mm.

## Biologia i ekologia
Roślina wieloletnia, hemikryptofit. Rośnie w lasach liściastych. Jest gatunkiem mrozoodpornym do 5 strefy mrozoodporności. Preferuje gleby wilgotne, lecz dobrze przepuszczalne. Rośnie zarówno na glebach kwaśnych, o odczynie obojętnym, jak i na zasadowych. Lubi stanowiska w półcieniu lub w pełnym nasłonecznieniu. Liczba chromosomów 2n = 42. Gatunek charakterystyczny związku Atropion belladonnae.

## Zmienność
W niektórych ujęciach systematycznych, poza podgatunkiem typowym (subsp. ramosus) wyróżnia się podgatunek subsp. benekenii, na ogół wyodrębniany jako osobny gatunek stokłosa Benekena B. benekenii.

## Zagrożenia i ochrona
Gatunek umieszczony na polskiej czerwonej liście w kategorii VU (narażony).

## Zastosowanie
Kwiaty tego gatunku mają zastosowanie w medycynie niekonwencjonalnej, w terapii zwanej terapią kwiatową Bacha. W metodzie tej stosuje się esencje (ekstrakty) kwiatowe do leczenia problemów psychologicznych i stresu.